# 캠퍼스 레전드 3
《캠퍼스 레전드 3》(영어: Urban Legends: Bloody Mary)은 미국에서 제작된 메리 램버트 감독의 2005년 초자연 슬래셔 비디오 영화이다. 《캠퍼스 레전드》(1998)와 《캠퍼스 레전드 2》(2000)를 잇는 캠퍼스 레전드(Urban Legend) 시리즈 마지막 편이다. 케이트 메라 등이 출연하였고, 에런 메럴 등이 제작에 참여하였다.

## 줄거리
1969년. 미식축구부 선수들이 홈커밍 댄스에서 세 여학생을 납치 강간한다. 피해자 중 메리 배너가 도망치자 주장이 기자재실로 쫓아가 때려 죽인 뒤 낡은 트렁크에 담는다.
2004년. 샘은 학교 축구부 학업 성취도를 비판하는 기사를 썼다가 인기 많은 파티에서 따돌려진다. 대신 친한 친구 소수와 밤샘 모임을 갖던 샘은 장난 삼아 블러디 메리를 소환한다. 곧 축구부는 샘을 상대로 실제 복수를 감행하고, 샘은 약에 취한 상태로 하루 실종되었다가 버려진 제분소에서 깨어난다.
샘은 메리의 환영을 보고, 도시전설을 따라 학생들이 사망하기 시작한다. 선수 로저는 일광욕 침대에서 타죽는다. 남자친구인 주장 벅을 두둔했던 헤더는 거미들이 볼을 찢고 기어나오자 거울 조각으로 본인 얼굴을 난도질한다. 선수 톰은 낡은 전기 울타리에 오줌을 누다가 감전사를 당하고 약손가락을 뜯긴다.
샘은 옛 신문 기사를 통해 메리 배너는 죽었다고 여겨지나 시체는 발견되지 않았고 지나 로트닉은 1982년에 자살했고 그레이스 테일러만이 생존했음을 알게 된다. 샘이 남동생 데이비드와 함께 그레이스를 방문하자 그레이스는 메리의 생명력("life force")이 납치와 관련된 다섯 명의 자식들에게 복수하는 중이라고 알려준다. 그러나 데이비드는 그레이스가 범인이라고 생각한다.
주장 벅은 아빠이자 코치인 저코비가 1969년 사건 가담자라고 실토한다. 곧 메리가 나타나 톰의 약지가 담긴 위스키 병을 깨서 벅을 찔러 죽인다. 데이비드는 마지막 가담자의 정체를 파악하고 급히 집으로 달려가지만 후드를 뒤집어쓴 누군가에게 살해 당한다.
한편 샘은 메리가 보여주는 환영을 통해 메리가 실은 산 채로 묻혔다는 사실과 메리가 든 트렁크 위치를 알게 된다. 샘은 승합차에 메리 시체를 싣던 중 후드로 신원을 숨긴 정체불명의 인물로부터 공격 받지만 무사히 피해 도망친다.
샘은 묘비만 있던 메리 무덤에 실제로 메리 시체를 매장하기 위해 새아빠 빌에게 도움을 청하여 함께 땅을 파기 시작한다. 그러나 빌은 도중 갑자기 삽으로 메리를 두들겨 팬다. 데이비드가 파악했던 마지막 가해자는 바로 빌이었고, 빌은 옛 죄가 드러날까 두려워 과거를 파헤치던 두 남매를 모두 죽이기로 작정했던 것.
그러나 빌이 삽 끝으로 샘 목을 눌러 숨통을 완전히 끊어버리기 전 메리가 나타나 빌을 죽인다. 그레이스와 샘은 서로를 위로한다.

## 출연
- 케이트 메라 - 서맨사 "샘" 오언스 역
- 로버트 비토 - 데이비드 오언스 역
- 티나 리퍼드 - 그레이스 테일러 역
- 릴리스 필즈 - 메리 배너 역
- 에드 매리네로 - 빌 "윌리" 오언스 역
- 낸시 에버하드 - 팸 오언스 역
- 오드라 리아 키너 - 헤더 톰프슨 역
- 돈 섕크스 - 저코비 코치 역
- 브랜던 색스 - 로저 돌턴 역
- 헤일리 에번스 - 마사 역
- 올레샤 루린 - 민디 역
- 헤일리 매코믹 - 지나 로트닉 역
- 루니 메라 - 동급생 1 역

## 기타 제작진
- 공동 제작: 제퍼슨 리처드
- 배역: 펠리시아 파사노, 제프 존슨
- 의상: 에이미 진 로버츠